# Плаканіка
Плаканіка (італ. Placanica, сиц. Pracanica) — муніципалітет в Італії, у регіоні Калабрія, метрополійне місто Реджо-Калабрія‎.
Плаканіка розташована на відстані близько 520 км на південний схід від Рима, 60 км на південь від Катандзаро, 80 км на північний схід від Реджо-Калабрії.

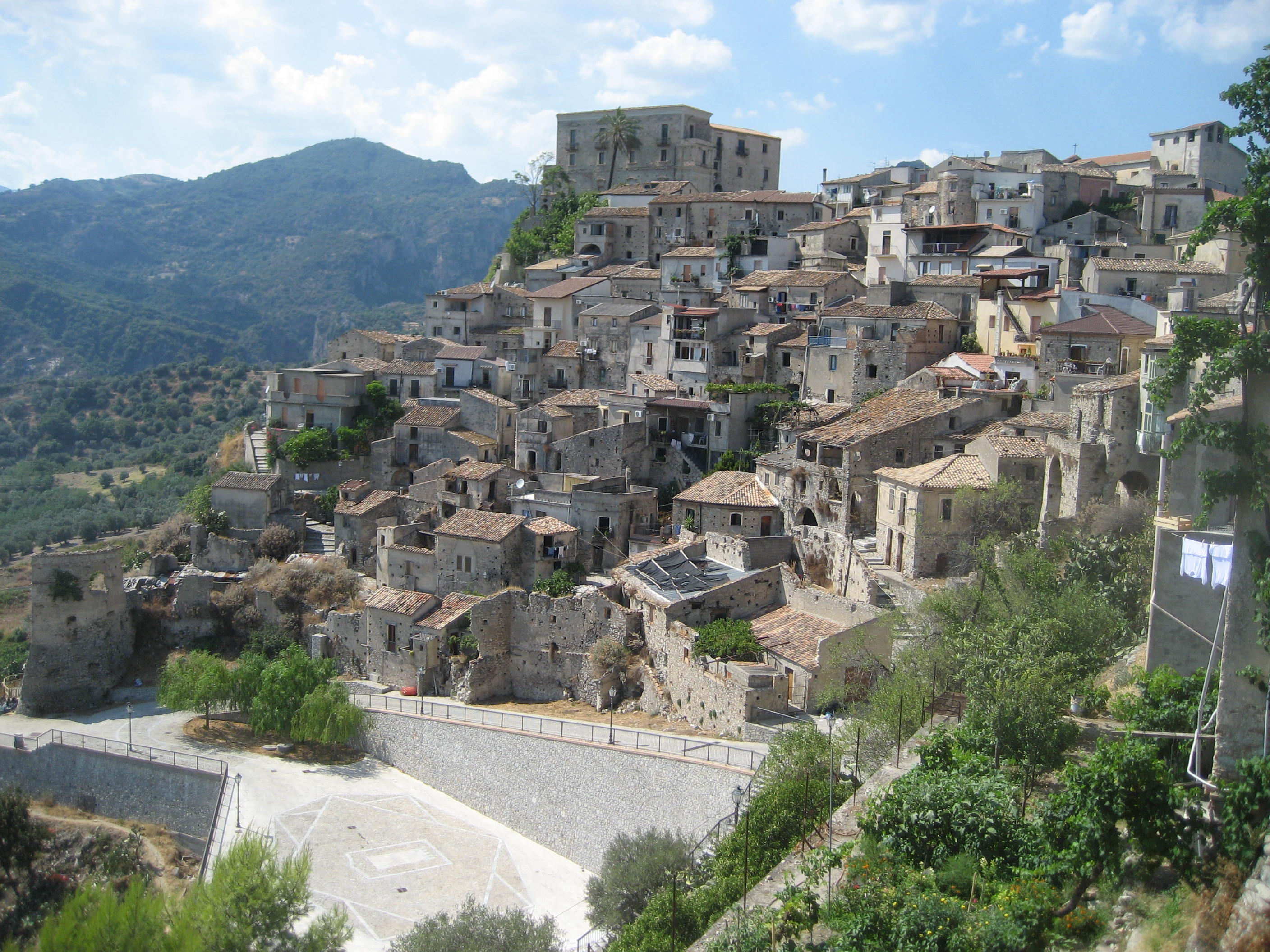

Населення — 1207 осіб (2014).

## Демографія
Населення за роками:

Станом на 1 січня 2023 року в муніципалітеті офіційно проживало 20 іноземців з 6 країн, серед них 14 громадян країн Євросоюзу та 4 громадяни України.

## Сусідні муніципалітети
- Каулонія
- Паццано
- Стіньяно